# Jugendpastoral
Jugendpastoral bezeichnet in der römisch-katholischen Kirche das Wirken der Jugend in der Kirche sowie die Arbeit kirchlicher haupt- und ehrenamtlicher Mitarbeiter mit Jugendlichen und für Jugendliche. Jugendpastoral ist Teil der kirchlichen Pastoral insgesamt. Häufig wird der Bereich Jugendpastoral auch als Jugendseelsorge bezeichnet. Da die Bezeichnung Seelsorge jedoch den Eindruck erweckt, kirchlicherseits sei lediglich die Seele von Interesse, wird heute der umfassendere Begriff Pastoral bevorzugt, um anzuzeigen, dass das Wohlergehen des ganzen jugendlichen Menschen Anliegen der Jugendpastoral ist bzw. sein soll.
Seit dem Jahr 2000 besteht ein erster Lehrstuhl für Jugendpastoral an der Philosophisch-Theologischen Hochschule Benediktbeuern.

## Arbeitsfelder
Das Tätigkeitsfeld der Jugendpastoral gliedert sich in sechs Bereiche:
1. Kirchliche Jugendarbeit und Jugendpflege
  - Arbeit der Jugendverbände
  - (pfarr-)gemeindliche Jugendarbeit
  - Ferien- und Freizeitmaßnahmen
  - Jugendbildungsstätten
  - Angebote von Bewegungen, Klöstern, Initiativen
  - Ministrantenarbeit, Chöre
  - Jugendkatechese und Jugendliturgie
  - Mobile Jugendarbeit
2. Jugendsozialarbeit
  - Jugendwohnheime/Schülerheime
  - Arbeitsweltbezogene Maßnahmen
  - Berufsvorbereitung, -begleitung, -weiterführung
  - Maßnahmen für Jugendliche in Problemlagen
  - Mädchensozialarbeit
3. Erziehungshilfen
  - Erziehungs- und Jugendberatung
  - Erziehungsbeistandschaft
  - Wohngebietsbezogene Gemeinwesenarbeit
  - Therapeutische Einrichtungen
  - Heilpädagogische Heime
  - Jugendwohngemeinschaften
4. Schule
  - Präsenz von Kirche an staatlichen Schulen
  - Schulen in kirchlicher Trägerschaft
  - Tagesstätten für Schülerinnen
5. Massenmedien
  - Kirchliche Jugendzeitschriften
  - Zeitschriften von Verbänden und Organisationen
  - Jugendbezogenes Radio und Fernsehen
  - Neue Medien
6. Besondere Dienste
  - Krankenhäuser/Kliniken
  - Militärseelsorge
  - Zivildienstberatung/-seelsorge
  - Jugendgefängnis
  - Heime für körperbehinderte Jugendliche
  - Ehevorbereitung
  - Reisedienste und Ferienwerke
  - Sport
  - Jugendschutz